# Rue Yvonne-Le-Tac
La rue Yvonne-Le-Tac est une voie du 18e arrondissement de Paris.

## Situation et accès
Orientée est-ouest, longue de 189 mètres, elle commence au 7, rue des Trois-Frères et se termine place des Abbesses et au 2, rue La Vieuville. Elle est à sens unique, en direction de la place des Abbesses.
La station de métro la plus proche est la station Abbesses, où circulent les trains de la ligne 12.

## Origine du nom
L'origine de son nom renvoie à la personne d'Yvonne Le Tac (1882-1957), institutrice et directrice de l'école des filles située au no 7 de cette rue. Elle fut résistante et déportée.

## Historique

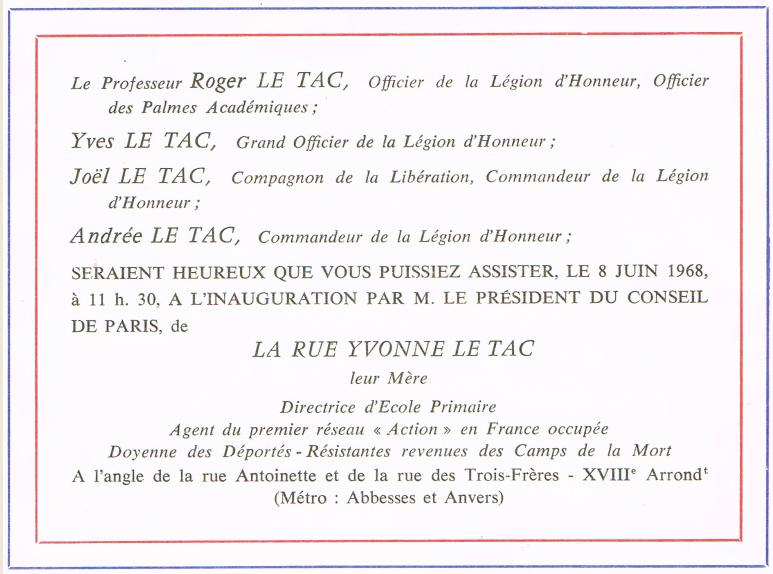
Carton d'invitation à l'inauguration de la rue (1968).

Après la destruction de l'abbaye de Montmartre, la rue est ouverte sur la commune de Montmartre en 1843-1844 « aux frais et par les soins de trois propriétaires » sous le nom de rue Antoinette, prénom de la femme de l’un de ces propriétaires. Elle conserve ce nom jusqu’à son classement dans la voirie parisienne. Ce nom est ensuite remplacé par  celui de rue Marie-Antoinette, « sans qu’aucun acte administratif l’ait prescrit et autorisé ».
Cette voie de l'ancienne commune de Montmartre est classée dans la voirie parisienne par un décret du 23 mai 1863.
En 1879, elle reprend son nom d'origine, plus simple, de rue Antoinette, sur la demande de l'un des propriétaires à l'origine de l'ouverture de la rue et peut-être également afin de ne pas évoquer le souvenir de la reine Marie-Antoinette, épouse de Louis XVI, guillotinée le 16 octobre 1793.
Elle prend sa dénomination actuelle par un arrêté du 27 février 1968 et est inaugurée le 8 juin 1968 en présence des enfants d'Yvonne Le Tac.

## Bâtiments remarquables et lieux de mémoire
- No 7 : emplacement de l'ancienne école des filles de la rue Antoinette, aujourd'hui collège Yvonne-Le-Tac. Avant la construction du groupe scolaire, cet emplacement est occupé par l'ancienne chapelle des Martyrs (ou martyrium Saint-Denis), dépendant de l'abbaye de Montmartre, où Ignace de Loyola fonda avec ses premiers compagnons la Compagnie de Jésus[6]. On raconte que le 1er mai 1574, Marguerite de Valois et la duchesse de Nevers viennent secrètement dans la crypte de cette chapelle pour y ensevelir les corps de Joseph Boniface de La Môle et d'Annibal de Coconas, torturés et décapités la veille en place de Grève[4].
- No 8 : maison en retrait sur l’alignement, typique de l’ancien village de Montmartre[7].
- No 9 : à cette adresse est inaugurée en 1887 une nouvelle chapelle, dépendant de l’établissement des sœurs auxiliatrices gardes-malades, susceptible d’accueillir plus de 150 personnes. Construction toute neuve, elle donne sur la rue avec un pignon percé de trois larges baies et d’une rosace[8]. En 1904, la présence des sœurs est vivement contestée par une partie des habitants du quartier, qui leur reprochent d’être en contravention avec la loi sur les congrégations, de ne prendre soin des malades à domicile que dans le but de s’introduire dans les familles et d’organiser des garderies clandestines pour les enfants pour les soustraire à l'influence de l'école laïque[9].
- No 11 : crypte du martyrium de saint Denis.
- No 18 : à cette adresse est né le 10 septembre 1852 l'artiste peintre Henri Gervex (1852-1929)[10].